# يان نيرودا
يان نيرودا (بالإنجليزية: Jan Neruda) (و. 1834 – 1891 م) هو كاتب، وشاعر، وصحفي تشيكي، ولد في براغ، توفي في براغ، عن عمر يناهز 57 عاماً، بسبب سرطان.

## وصلات خارجية
- يان نيرودا على موقع IMDb (الإنجليزية)
- يان نيرودا على موقع الموسوعة البريطانية (الإنجليزية)
- يان نيرودا على موقع ميوزك برينز (الإنجليزية)
- يان نيرودا على موقع ديسكوغز (الإنجليزية)
- يان نيرودا على موقع قاعدة بيانات الفيلم (الإنجليزية)
- يان نيرودا على موقع كينوبويسك (الروسية)
- يان نيرودا في قاعدة بيانات الأفلام على الإنترنت